# Rick Dangerous
Rick Dangerous est un jeu vidéo développé par Core Design et édité par Rainbird Software en 1989. Premier jeu original et premier succès de Core Design, Rick Dangerous est sorti sur Amiga 500, Amstrad CPC, Atari ST, Commodore 64, DOS et ZX Spectrum. Le jeu a acquis un statut culte et de nombreuses versions amateurs — portages, clones et remakes — ont vu le jour par la suite.
C'est un jeu de plates-formes au graphisme « cartoon » dans lequel le joueur incarne Rick Dangerous, une sorte d'Indiana Jones à la recherche de la tribu perdue des Goolus en Amazonie. Mais son avion s'écrase, et c'est là que le jeu commence. L'action se passe en 1945.

## Système de jeu
Rick Dangerous progresse dans des lieux divers (caverne, pyramide égyptienne, château médiéval occupé par des Nazis…) dont il doit déjouer les pièges. Les contrôles sont simples : la direction haut permet de sauter ou de grimper, bas de se baisser et diagonale-bas de ramper.
Le bouton associé à une direction permet d’utiliser l’arsenal de Rick en maintenant "contrôle" appuyé en même temps : haut pour tirer une balle, bas pour poser une bombe et gauche ou droite pour frapper avec un bâton (ce qui a pour effet de paralyser ses ennemis un bref instant).
Une caractéristique universellement reconnue par les fans du jeu est sa difficulté. En effet, les niveaux fourmillent de pièges souvent dissimulés ou pratiquement impossibles à éviter (herses s’abattant sans prévenir, pics cachés par le scrolling vertical, flèches empoisonnées jaillissant d’un seul coup…). De plus, il n'y a qu'une quantité très limitée de vies, et lorsque toutes celles-ci sont épuisées le joueur doit recommencer le niveau depuis le début. De même, la quantité de bombes et de balles dont dispose Rick diminue très vite. On récupère des munitions dans des caisses.
Le personnage réapparaît donc après chaque mort normalement au dernier checkpoint.
La progression oblige non seulement à avoir de bons réflexes, mais aussi à procéder par essai/erreur jusqu’à connaître par cœur la disposition des pièges du niveau.

### Les niveaux
1. South America
2. Egypt
3. Schwarzendumpf Castle
4. Missile Base

## Équipe de développement
- Programmation, conception : Simon Phipps
- Graphisme : Simon Phipps, Terry Lloyd
- Musique : Dave Pridmore
- Level Design : Rob Toone, Bob Churchill
- Programmation Amstrad et Spectrum : Dave Pridmore
- Programmation C64 : Stu Gregg

## À noter
Il est possible d'activer un mode noir et blanc en gardant la barre d'espace appuyée lors du chargement du jeu. Ce mode n'est pas disponible sur Amstrad CPC, probablement en raison de sa palette de couleurs limitée dans les nuances de gris.
Les versions pour machines 16 bits disposent des niveaux 1 et 2 deux fois plus longs que sur les éditions 8 bits.
Le jeu est resté dans la mémoire des joueurs. On trouve ainsi sur le net des adaptations très proches de l'original et qui fonctionnent sur les machines actuelles (y compris en Macromedia Flash).
Après que Telecomsoft (label Firebird) a été racheté par Microprose, une nouvelle version du jeu a été rééditée ; celle-ci permet au joueur de commencer au niveau de son choix.
Le Père de Lara Croft (série Tomb Raider) s'appelle parfois Richard Croft (en fonction des reboots ou histoires officielles), Rick étant un diminutif de Richard et ce dernier étant aussi parfois représenté avec les attributs d'Indiana Jones, TombRaider étant le jeu faisant suite à RickDangerous 2 et développé par la même équipe, Rick Dangerous serait alors le père de Lara Croft (ou le grand-père).

## Versions
La version DOS était initialement proposée au format EGA (16 couleurs) et CGA (4 couleurs).
En 1992, le jeu fut porté sur MSX-2 par les hollandais de Paragon Productions. Rick Dangerous a également vu le jour sur SPV et Gizmondo.

## La série
Le jeu a connu une suite en 1990 : Rick Dangerous 2. Après Indiana Jones, ce second épisode s'inspire des héros de comics comme Flash Gordon : habillé de rouge et d'une cape, Rick se bat cette fois-ci alors contre une invasion d'extra-terrestres.